# Robert Grabarz
Robert "Robbie" Karl Grabarz (* 3. října 1987 Enfield Town, Velký Londýn, Anglie) je bývalý britský atlet, bronzový olympijský medailista a mistr Evropy ve skoku do výšky.

## Kariéra
Mezinárodní kariéru započal v roce 2005 na juniorském mistrovství Evropy v litevském Kaunasu, kde jeho výkon 205 cm k postupu do finále nestačil. O rok později na MS juniorů v Pekingu překonal ve finále stejnou výšku a obsadil konečné 12. místo. Na Mistrovství Evropy v atletice do 23 let 2009 skončil jedenáctý. V roce 2011 vybojoval na domácím halovém šampionátu v Sheffieldu výkonem 225 cm stříbrnou medaili a kvalifikoval se na halové ME, které se konalo v Paříži. V kvalifikaci však překonal jen 212 cm, což k postupu do finále nestačilo.
21. ledna 2012 na mítinku v německém Wuppertalu poprvé v kariéře překonal hranici dvou metrů a třiceti centimetrů (234 cm). Na halovém MS 2012 v Istanbulu ve finále napotřetí překonal výšku 231 cm a společně s Jesse Williamsem se podělil o konečné 6. místo. Překvapivého úspěchu dosáhl na konci června na ME v atletice 2012 v Helsinkách, kde získal titul mistra Evropy (231 cm). Na Letních olympijských hrách v Londýně vybojoval výkonem 229 cm bronzovou medaili. Společně s ním bronz získali také Kanaďan Derek Drouin a Mutáz Issa Baršim z Kataru. 23. srpna 2012 na mítinku Diamantové ligy ve švýcarském Lausanne skočil 237 cm, čímž vyrovnal britský rekord Stevea Smithe. Ten tuto výšku překonal poprvé 20. září 1992 v Soulu a podruhé 22. srpna 1993 ve Stuttgartu.
Na světovém halovém šampionátu v Birminghamu v březnu 2018 obsadil deváté místo výkonem 220 cm, o dva měsíc později svoji kariéru ukončil.
V roce 2012 se stal celkovým vítězem Diamantové ligy ve skoku do výšky.

### Osobní rekordy
- hala – 234 cm – 21. ledna 2012, Wuppertal
- venku – 237 cm – 23. srpna 2012, Lausanne (=NR)